# Lomographa virginalis
Lomographa virginalis är en fjärilsart som beskrevs av Samuel E. Cassino och Louis W. Swett 1923. Lomographa virginalis ingår i släktet Lomographa och familjen mätare. Inga underarter finns listade i Catalogue of Life.